# 長崎電気軌道360形電車
長崎電気軌道360形電車（ながさきでんききどう360かたでんしゃ）は、1961年（昭和36年）に登場した長崎電気軌道の路面電車車両である。

本記事では、360形電車の増備形式で、外観・性能がほぼ同一の370形電車（370かたでんしゃ）についても記述する。

## 概要
老朽化が進行していた木造の2軸単車、および明治・大正期製造の木造ボギー車である160・170形の置き換えを目的として登場した、全金属製の2軸ボギー車で、1961年（昭和36年）に360形7両、翌1962年（昭和37年）に370形7両が製造された。
計画当初は、1961年からの3か年に各年7両、合計で21両の増備が計画されていたものの、同社の経営悪化により1963年（昭和38年）に予定されていた7両の新造は実現しなかった。残存した木造ボギー車、160・170形の置き換えは1966年（昭和41年）登場の500形や600・700形といった譲渡車の入線で達成されている。
設計には鉄道愛好家の長崎電気軌道社員が携わったことから、方向転換の不要なZ型パンタグラフ、乗り心地の良いコイルばね台車、前中扉の窓配置、蛍光灯の室内灯など、いずれも同社の電車では初めての新機軸を盛り込んだ、斬新なものになった。
以下、新製時における360・370形両形式について記述する。

### 360形
1961年（昭和36年）11月に日本車輌製造で7両が製造された。形式名は製造年の和暦である昭和36年に合わせて「360形」となった。
日車提案の設計図面では、在来車の300形を全金属製車体とし、張り上げ屋根にしたスタイルであったが、乗車扉を降車扉方向に寄せた前中扉の窓配置（D4D3）とした。なお、11メートルと短い車体長を少しでもスマートに見せるために、扉にかかる部分以外の床下機器に覆いを設けていない。屋根肩部はRがきつく設計され、張り上げ屋根と相まって丸みが強く強調されたデザインとなった
正面窓配置は、西鉄軌道線の1000形を元に、中央の窓の寸法を車体幅に合わせて縮小したもので、正面中央の窓はHゴム支持による固定式、左右の窓はアルミサッシの下降式となっている。
正面の行先表示器は都電に準じた、在来車と比較してやや大型のものが採用され視認性が向上した。また、行先表示器の左右にはカバー付きの通風孔が設けられた。
側面窓配置やデザインは、広島電鉄の2000形を参考としつつ、窓枠にはアルミサッシを採用した。窓寸法も設計に支障が出ない限り大きく取られている（幅950ミリ）。
制御器や主電動機等の主要機器は日車製で、台車はナニワ工機製のコイルばね台車「NK-25」が採用された。
1961年12月9日より営業運転に投入された。

### 370形
1962（昭和37年）に日本車輛で7両が製造された。形式名は360形と同様、製造年の和暦である昭和37年に合わせて「370形」となった。
前年に登場した360形の増備車としての位置付けで、基本的な車体構造や性能も準じているが、360形同士で発生した追突事故（後述）の経験から、バンパーや運転台部分の台枠が強化された。
360形で固定式とした正面中央の窓は通気が悪かったことから、本形式では窓下に通風孔が設けられた。正面行先表示器の上下寸法は360形より拡大され、その左右には尾灯が新たに設けられている。
台車は新たに日車製のコイルばね台車「NS-17」となり、その他、排障器や雨樋の形状、屋根上のベンチレーター配置などが360形から変更された。

ツーマン・非冷房時代の360形365号（1966年頃） 行先表示器の左右に通風孔が設けられ、正面中央の窓は固定窓
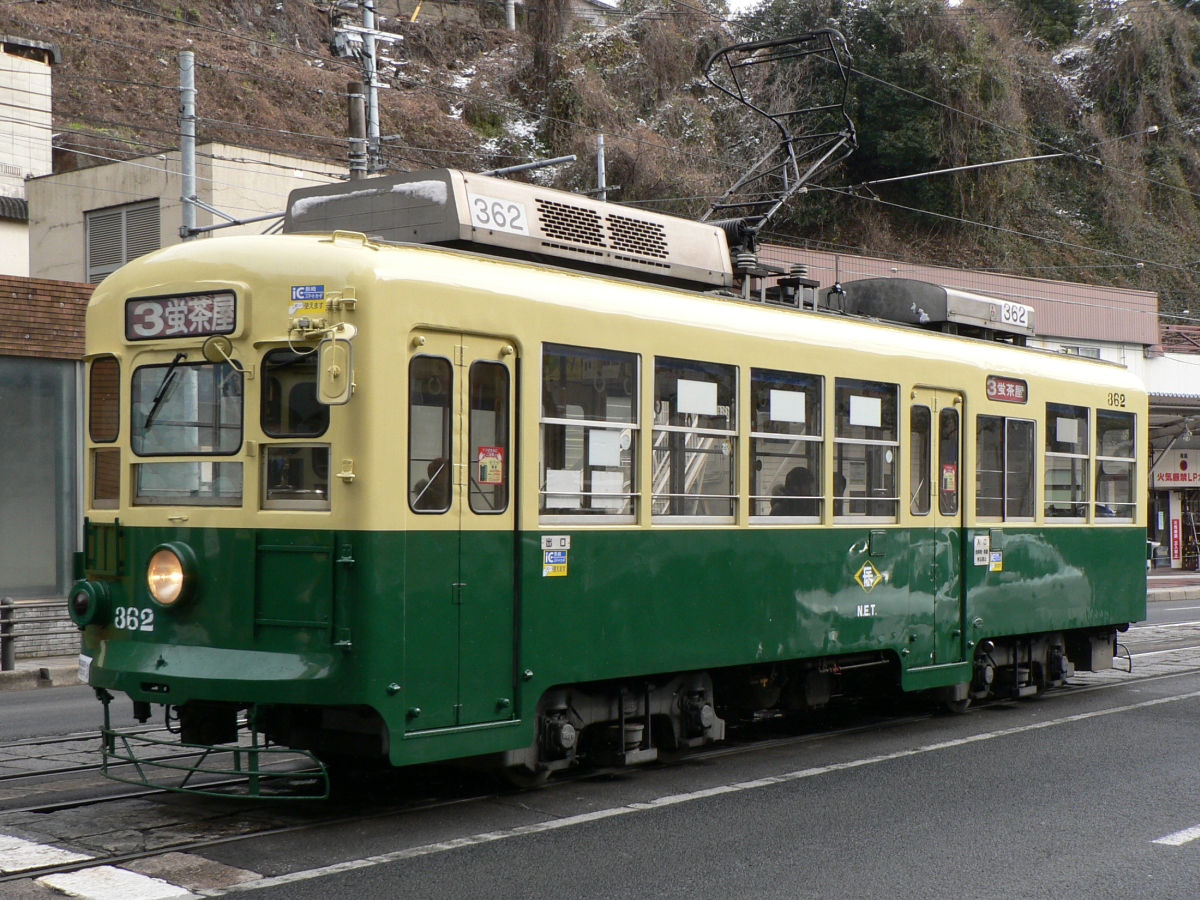
ワンマン化改造・冷房設置後の360形362号 通風孔は塞がれ、正面中央の窓は一部開閉式となった
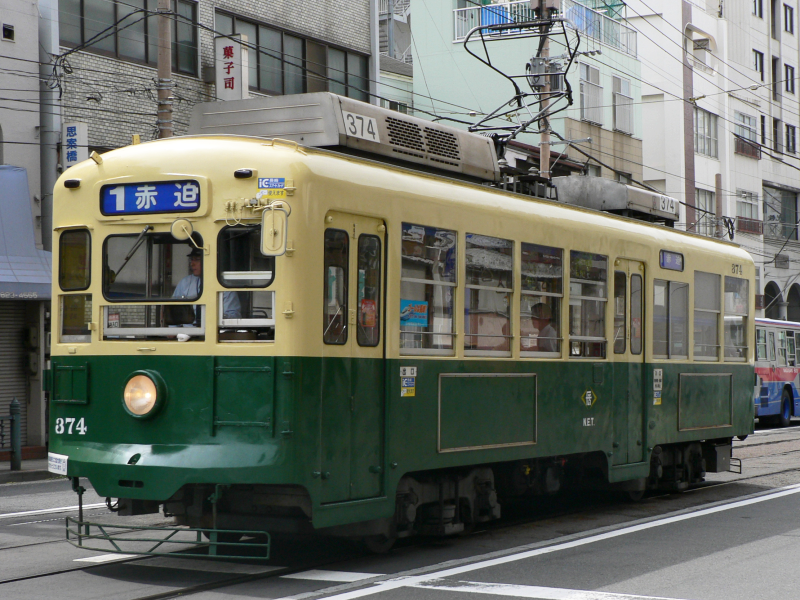
ワンマン化改造・冷房設置後の370形374号 360形と異なり尾灯は行先表示器の左右に設けられている

### 新大工町における追突事故

追突され大破した360形365号

360形の導入間もない1962年（昭和37年）7月8日、蛍茶屋車庫を出庫中の360形363号が無人で逸走、新大工町付近で先行の360形365号に追突し死傷者12名を出す惨事となった。
事故の当該車両は同年9月に入線の370形と入れ替わる形で日本車輛に回送され修理が行われたが、この際両車の行先方向幕が370形と同寸法のものに交換されている。

## 改造

### ワンマン化改造
1968年（昭和43年）の370形373号を皮切りに、1977年（昭和52年）までに全車への改造が完了した。改造ではミラーや自動ドア化、放送機器の設置、正面中央窓の一部開閉化、正面左右窓の一部固定化、通風孔の廃止等が実施されている。また、側面行先表示器は使用停止となった。

### 冷房装置の設置
1981年（昭和56年）、370形372号に2000形を除いた在来車として初めて冷房装置が設置された。この冷房装置は長崎に拠点を置く三菱電機が開発したもの（CU-77形）で、372号への搭載は現車試験という扱いであったが、結果が良好であったことから1982年（昭和56年）登場の1200形より本格的に採用され、他形式にも普及した。非冷房で残っていた各車も1983年（昭和58年）から翌年にかけて全車に冷房装置が搭載され、同時に補助電源装置がMGからSIVに転換されている。

### 行先表示器の大型化（360形）・自動化
1985年（昭和60年）には360形の正面行先表示器が自動化・大型化（高さは370形に準じる）され、同時に使用停止となっていた側面行先表示器も復活した。後に370形も同様の改造を施されている。
1980年代中頃には370形の1、2両にFMチューナーが搭載され、車内でFMラジオが流されていた。

## 運用と現状

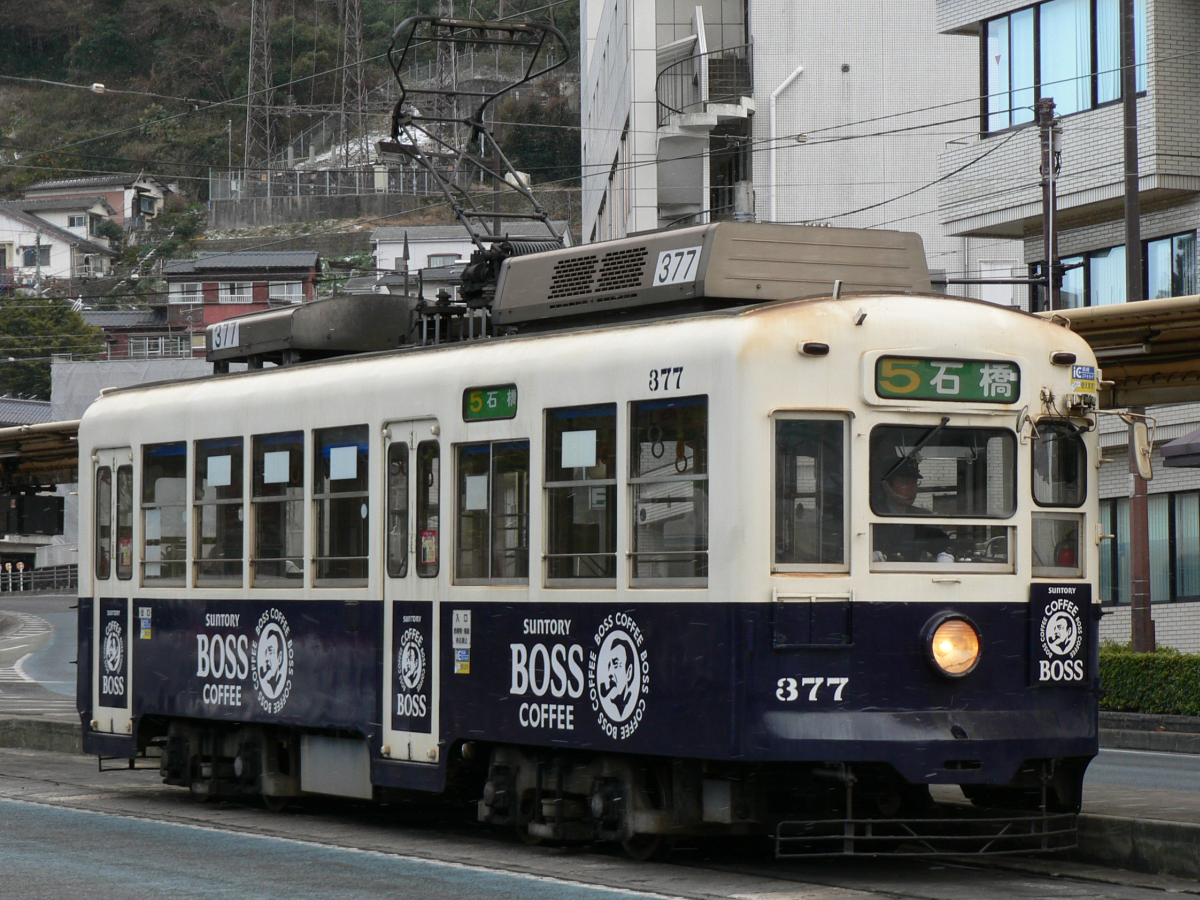
ボスの全面広告が施された車両

2019年（平成31年）4月現在、一般営業用として360形7両（361 - 367）、370形6両（371 - 374・　376・377）の計13両が在籍している。370形375号は2019年3月末付で廃車となった。
371形371・372号は1964年（昭和39年）に日本の路面電車として初めて、車体全体を広告とした全面広告車となった。
2019年現在も、360・370形共に同社のカラー電車Aタイプとして全面広告の対象となっている。
2007年（平成19年）5月と2015年（平成27年）10月に370形375号が、2016年（平成28年）6月に360形362号が公会堂前（現・市民会館）電停付近のポイントで脱線事故を起こしている
。

## 車歴表

### 360形
| 車両番号 | 製造年月   | ワンマン化改造 | 暖房設置 | 冷房設置 | 備考                                             |
| -------- | ---------- | -------------- | -------- | -------- | ------------------------------------------------ |
| 361      | 1961年11月 | 1969年         | 1983年   | 1983年   |                                                  |
| 362      | 1961年11月 | 1969年         | 1983年   | 1983年   | 公会堂前付近における脱線事故当該車(2016年6月2日) |
| 363      | 1961年11月 | 1969年         | 1983年   | 1983年   | 新大工町における追突事故当該車（1962年7月8日）   |
| 364      | 1961年11月 | 1969年         | 1983年   | 1983年   |                                                  |
| 365      | 1961年11月 | 1969年         | 1983年   | 1983年   | 新大工町における追突事故当該車（1962年7月8日）   |
| 366      | 1961年11月 | 1969年         | 1983年   | 1983年   |                                                  |
| 367      | 1961年11月 | 1977年         | 1983年   | 1984年   |                                                  |

### 370形
| 車両番号 | 製造年月  | ワンマン化改造 | 暖房設置 | 冷房設置 | 備考                                                                                               |
| -------- | --------- | -------------- | -------- | -------- | -------------------------------------------------------------------------------------------------- |
| 371      | 1962年9月 | 1975年         | 1980年   | 1983年   | 日本初の全面広告車（1964年）                                                                       |
| 372      | 1962年9月 | 1977年         | 1980年   | 1981年   | 日本初の全面広告車（1964年）、試作冷房改造（1981年）                                               |
| 373      | 1962年9月 | 1975年         | 1978年   | 1983年   | |
| 374      | 1962年9月 | 1975年         | 1980年   | 1983年   | |
| 375      | 1962年9月 | 1977年         | 1980年   | 1983年   | 公会堂前 - 諏訪神社前における脱線事故当該車(2007年5月24日、2015年10月11日) 2019年3月31日付で除籍。 |
| 376      | 1962年9月 | 1968年         | 1980年   | 1983年   | |
| 377      | 1962年9月 | 1977年         | 1978年   | 1983年   | |